# Крутишка (Новосибирская область)
Крутишка — село в Черепановском районе Новосибирской области. Входит в состав Майского сельсовета.
Название образовано от названия реки Крутиха, что означает речку с быстрым течением и с крутыми берегами.

## География
Площадь села — 61 гектар.

## Население
| 2002 | 2007 | 2010 |
| ---- | ---- | ---- |
| 602  | ↗654 | ↘565 |

## Инфраструктура
В селе по данным на 2007 год функционируют 1 учреждение здравоохранения и 2 учреждения образования.